# Medetera morgei
Medetera morgei är en tvåvingeart som beskrevs av Negrobov 1971. Medetera morgei ingår i släktet Medetera och familjen styltflugor. Inga underarter finns listade i Catalogue of Life.